# Strzegów (Grodków)

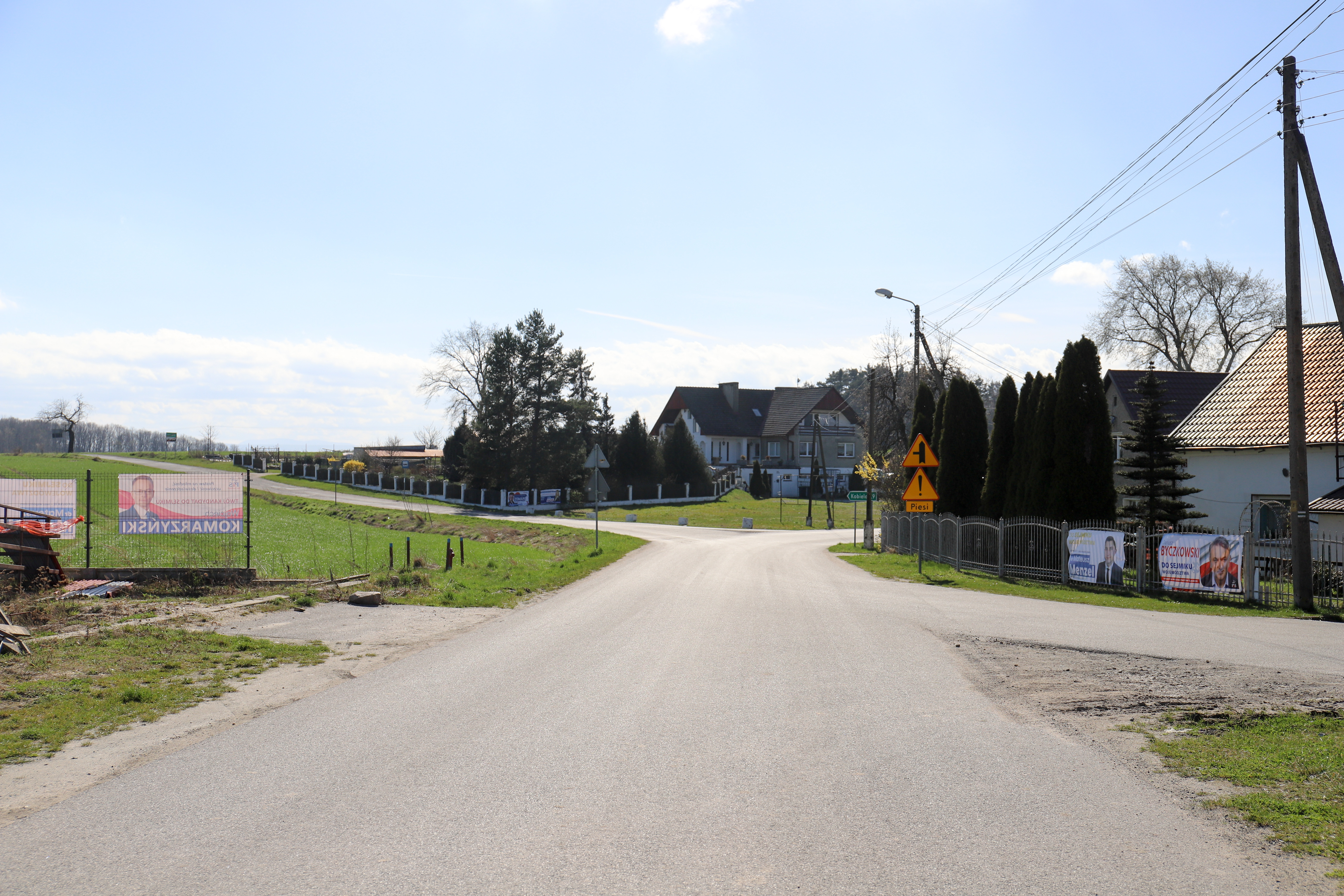
Ortsansicht 2024

Strzegów (deutsch Striegendorf) ist ein Dorf in der Gemeinde Grodków (Grottkau) in der Woiwodschaft Opole in Polen.

## Geographie

### Geographische Lage
Das Straßendorf Strzegów liegt im Westen der historischen Region Oberschlesien im Grenzbereich zu Niederschlesien. Strzegów liegt neun Kilometer südwestlich vom Gemeindesitz Grodków, etwa 35 Kilometer südwestlich der Kreisstadt Brzeg (Brieg) und etwa 45 Kilometer westlich der Woiwodschaftshauptstadt Opole (Oppeln).
Starowice Dolne liegt in der Nizina Śląska (Schlesische Tiefebene) innerhalb der Równina Grodkowska (Grottkauer Ebene). Südwestlich des Dorfes liegt der Rogowski Las (Rogauer Forst).

### Nachbarorte
Nachbarorte von Strzegów sind im Südwesten Bogdanów (Boitmannsdorf), im Westen Rogów (Rogau), im Nordwesten Gierów (Gührau), im Norden Jędrzejów (Endersdorf), im Westen Starowice Dolne (Hönigsdorf) und im Südosten Wojnowiczki (Klein Zindel) sowie Kobiela (Kühschmalz).

## Geschichte
Die Umgebung des heutigen Strzegów war bereits in vorchristlicher Zeit besiedelt. Nördlich des Dorfes haben sich Ringwallanlagen aus der frühen Eisenzeit (800 – 500 v. Chr.) erhalten.
Erstmals erwähnt wurde „Stregindorf“ 1343, als es von der Stadt Grottkau erworben wurde. Mit ihr zusammen gelangte es ein Jahr später an das bischöfliche Fürstentum Neisse. 1379 erfolgte eine erneute Erwähnung als Stregindorf. 1381 besaß der Ritter Vinzenz, der zugleich Erbe von Kühschmalz war, ein Allod in Striegendorf. 1579 gehörte das Vorwerk dem Joachim von Rothkirch. Im Dreißigjährigen Krieg wurde Striegendorf ganz verwüstet. Damals besaß Hans Georg von Seidlitz Güter in Striegendorf.
Nach dem Ersten Schlesischen Krieg 1742 fiel Striegendorf mit dem größten Teil des Fürstentums Neisse an Preußen.
Nach der Neuorganisation der Provinz Schlesien gehörte die Landgemeinde Striegendorf ab 1816 zum Landkreis Grottkau im Regierungsbezirk Oppeln. 1845 bestanden im Dorf ein Schloss, ein Vorwerk, eine Kapelle, eine Brauerei und 64 weitere Häuser. Im gleichen Jahr lebten in Striegendorf 304 Menschen, davon 14 evangelisch. 1855 lebten in Striegendorf 443 Menschen. Im gleichen Jahr wurde eine Schule im Ort eingerichtet. 1865 bestanden im Ort 22 Gärtner- und 18 Häuslerstellen sowie eine Wassermühle und eine Windmühle. Die katholische Schule wurde im gleichen Jahr von 86 Schülern besucht. 1874 wurde der Amtsbezirk Striebendorf gebildet, zu dem auch die Landgemeinden Gührau, Niklasdorf, und Würben sowie die Gutsbezirke Gührau, Niklasdorf, Striegendorf und Würben gehörten. 1885 zählte Striegendorf 317 Einwohner.
1933 lebten in Striegendorf 352 Menschen, 1939 waren es 311. Bis Kriegsende 1945 gehörte der Ort zum Landkreis Grottkau.
Als Folge des Zweiten Weltkriegs fiel Striegendorf 1945 wie der größte Teil Schlesiens an Polen. Nachfolgend wurde es in Strzegów umbenannt und der Woiwodschaft Schlesien angeschlossen. 1950 wurde es der Woiwodschaft Opole, 1999 dem neu gegründeten Powiat Brzeski (Kreis Brieg) zugeordnet.

## Sehenswürdigkeiten

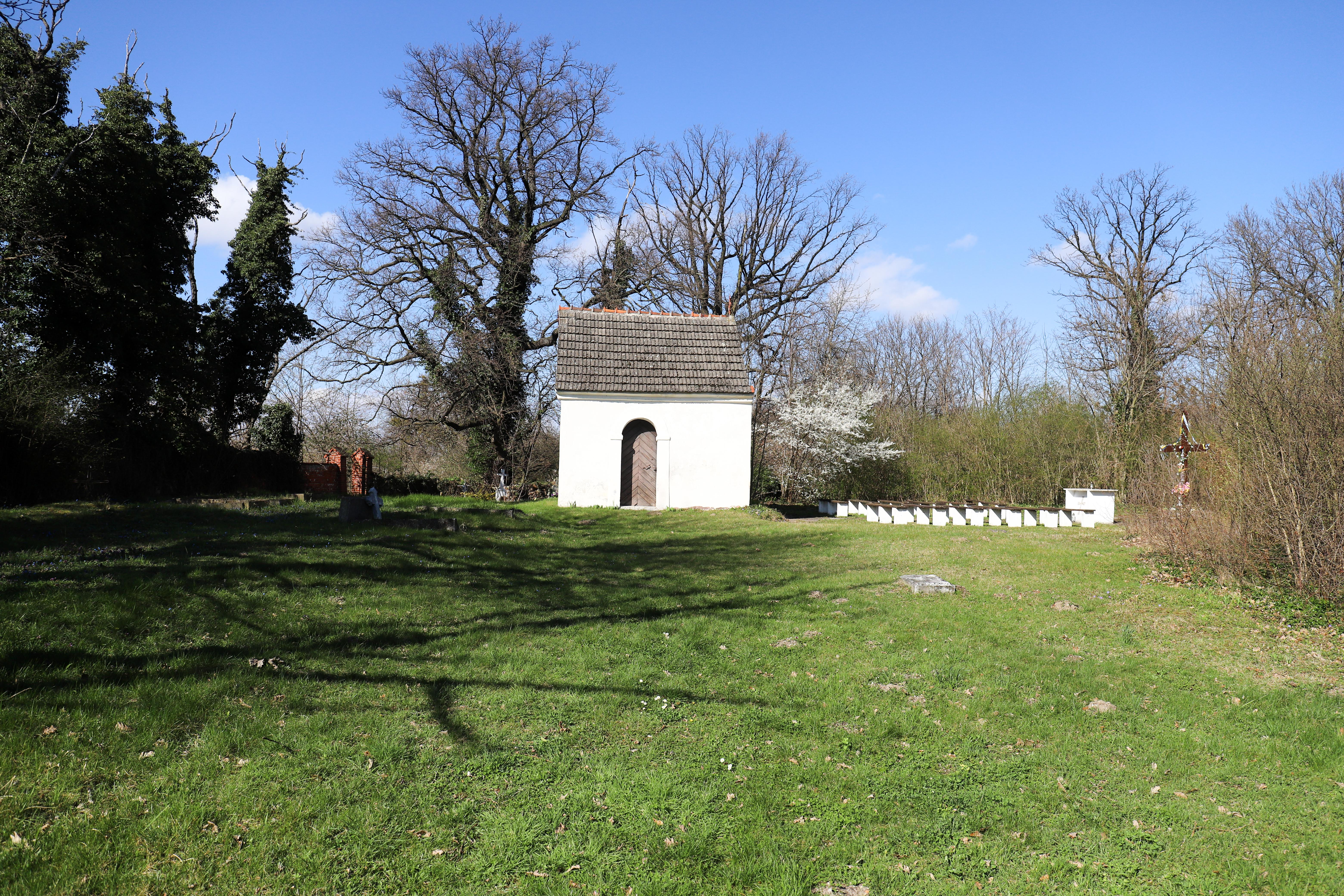
Friedhofskapelle

- Begräbniskirche St. Johannes Baptist
- Das Denkmal für die Gefallenen des Ersten Weltkriegs ist zum Teil bis heute erhalten. Der Stein liegt zerteilt am Straßenrand. Die Inschriften wurden entfernt.[7]
- Wegekreuz